# Camiguin de Babuyanes
Camiguin de Babuyanes es un estratovolcán activo en la isla de Camiguin, parte del grupo de islas Babuyan que se encuentra en Estrecho de Luzón, al norte de la isla de Luzón, en Filipinas. El volcán y la isla están dentro de la jurisdicción del municipio de Calayán, en la provincia de Cagayán.
El bien boscoso monte Camiguin o Camiguin de Babuyanes, para distinguirlo de Camiguin de Mindanao, tiene una altura de 712 metros (2.336 pies) de altitud, y un diámetro de base de 3.200 metros (10.500 pies).